# Alpin à disque rouge
Erebia discoidalis
Espèce
L'Alpin à disque rouge (Erebia discoidalis) est une espèce de lépidoptères de la famille des Nymphalidae, de la sous-famille des Satyrinae et du genre Erebia.

## Dénomination
Erebia discoidalis a été nommé par W. Kirby en 1837.

### Nom vernaculaire
Il se nomme en anglais Red-disked Alpine

### Liste des sous-espèces
- Erebia discoidalis lena Christoph, 1889 présent dans le Nord de la Sibérie.
- Erebia discoidalis mcdunnoughi dos Passos 1940 présent au Canada[2]
- Erebia discoidalis yablonoica Warren, 1931[3]

## Description
L'Alpin à disque rouge est un papillon de taille moyenne, d'une envergure de 35 à 45 mm, marron foncé presque noir avec une large tache rouge orangé au centre de l'aile antérieure.
Le revers est uniformément sombre.
La chenille est de couleur crème, ornée d'une bande sombre.

## Biologie

### Période de vol et hivernation
Il hiverne à l'état de chenille sur un cycle probablement de deux ans.
Il vole en une génération en mai et juin.

### Plantes hôtes
Les plantes hôtes des chenilles sont des graminées, des pâturins, Poa lucida dans une partie de son aire de répartition.

## Écologie et distribution
Il est présent sur les côtes arctiques, en Asie dans la toundra de la Sibérie et en Amérique du Nord, dans le nord des USA et le sud du Canada, du sud de l'Alaska et de l'Alberta, au nord du Montana, du Wisconsin et du Michigan et sud du Québec,,.

### Biotope
Il réside dans les prairies humides et en bordure de forêt.

### Protection
Pas de statut de protection particulier